# Сан-Симан (Гояс)
Сан-Симан (порт. São Simão) — муниципалитет в Бразилии, входит в штат Гояс. Составная часть мезорегиона Юг штата Гойас. Входит в экономико-статистический микрорегион Киринополис. Население составляет 15 367 человек на 2006 год. Занимает площадь 414,055 км². Плотность населения — 37,1 чел./км².

## История
Город основан 1 декабря 1934 года. 

## Статистика
- Валовой внутренний продукт на 2003 год составляет 867 469 764,00 реалов (данные: Бразильский институт географии и статистики).
- Валовой внутренний продукт на душу населения на 2003 год составляет 59 681,44 реал (данные: Бразильский институт географии и статистики).
- Индекс развития человеческого потенциала на 2000 год составляет 0,754 (данные: Программа развития ООН).